# Crnogorski fudbalski kup 2019-2020
La Crnogorski fudbalski kup 2019-2020 (in italiano Coppa montenegrina di calcio 2019-2020), conosciuta anche come Kup Crne Gore u fudbalu 2019-2020, è stata la 14ª edizione della coppa del Montenegro di calcio, iniziata 28 agosto 2019 e conclusa anticipatamente, senza assegnazione, il 7 luglio 2020 a causa del perdurare dell'emergenza dovuta alla pandemia di COVID-19. Il detentore era il Budućnost.

## Formula
La formula è quella dell'eliminazione diretta, in caso si parità al 90º minuto si va direttamente ai tiri di rigore senza disputare i tempi supplementari (eccetto in finale). Gli accoppiamenti sono decisi tramite sorteggio.

### Calendario
Il torneo è stato sospeso dopo la disputa dei quarti di finale a causa della pandemia del coronavirus. Il 20 maggio 2020 la FSCG ha comunicato che le semifinali (in gara singola) verranno disputate il 23 luglio, mentre la finale il 2 agosto.
| Turno            | Numero di incontri | Squadre | Entrano in questo turno                              | Date                 |
| ---------------- | ------------------ | ------- | ---------------------------------------------------- | -------------------- |
| Primo turno      | 11                 | 26 → 16 | Tutte eccetto Budućnost, Lovćen, Petrovac e Sutjeska | 29 agosto 2019       |
| Ottavi di finale | 14                 | 16 → 8  | Budućnost, Lovćen, Petrovac e Sutjeska               | 2 e 23 ottobre 2019  |
| Quarti di finale | 8                  | 8 → 4   | –                                                    | 6 e 27 novembre 2019 |
| Semifinali       | 2                  | 4 → 2   | –                                                    | non disputate        |
| Finale           | 1                  | 2 → 1   | –                                                    | non disputata        |

### Squadre partecipanti
Partecipano 26 squadre: le 10 della Prva liga, le 10 della Druga liga e le 6 finaliste delle tre coppe regionali (Nord, Centro e Sud).
Prva liga
- Budućnost
- Grbalj
- Iskra Danilovgrad
- Kom
- Petrovac
- Podgorica
- Rudar Pljevlja
- Sutjeska
- OFK Titograd
- Zeta

Druga liga
- Arsenal Tivat
- Bokelj
- Dečić
- Drezga
- Ibar
- Jedinstvo Bijelo Polje
- Jezero
- Lovćen
- Mornar
- Otrant-Olympic

Treća liga
- Cetinje (vincitore Sud)
- Gorštak (finalista Centro)
- Komovi (vincitore Nord)
- Mladost Donja Gorica (vincitore Centro)
- Petnjica (finalista Nord)
- Sloga Radovići (finalista Sud)

## Primo turno
Budućnost, Lovćen, Petrovac e Sutjeska esentate in quanto semifinaliste della Crnogorski fudbalski kup 2018-2019.
| Squadra 1              | Risultato       | Squadra 2         |
| ---------------------- | --------------- | ----------------- |
| 28.08.2019             |                 |                   |
| Rudar Pljevlja         | 1 – 0           | Otrant-Olympic    |
| Jedinstvo Bijelo Polje | 1 – 0           | Kom               |
| Sloga Radovići         | 0 – 11          | OFK Titograd      |
| Zeta                   | 2 – 2 (6-5 dtr) | Dečić             |
| Grbalj                 | 4 – 0           | Arsenal Tivat     |
| Cetinje                | 0 – 7           | Podgorica         |
| Komovi                 | 0 – 4           | Ibar              |
| Mladost Donja Gorica   | 2 – 4           | Drezga            |
| Bokelj                 | 1 – 0           | Jezero            |
| Gorštak                | 0 – 5           | Petnjica          |
| 25.09.2019             |                 |                   |
| Mornar                 | 0 – 2           | Iskra Danilovgrad |

## Ottavi di finale
Jedinstvo Bijelo Polje esentato per sorteggio. Il Petnjica si è ritirato, quindi la squadra con questi abbinata, il Podgorica, passa automaticamente il turno.
| Squadra 1      | Totale           | Squadra 2         | Andata     | Ritorno    |
| -------------- | ---------------- | ----------------- | ---------- | ---------- |
|                |                  |                   | 02.10.2019 | 23.10.2019 |
| Grbalj         | 4 – 5            | Iskra Danilovgrad | 3 – 1      | 1 – 4      |
| Ibar           | 0 – 3            | Zeta              | 0 – 0      | 0 – 3      |
| Sutjeska       | 7 – 0            | Lovćen            | 4 – 0      | 3 – 0      |
| Petrovac       | 2 – 2 (10-9 dtr) | Drezga            | 2 – 0      | 0 – 2      |
| Bokelj         | 2 – 4            | OFK Titograd      | 1 – 2      | 1 – 2      |
| Rudar Pljevlja | 1 – 2            | Budućnost         | 0 – 0      | 1 – 2      |

## Quarti di finale
| Squadra 1              | Totale      | Squadra 2         | Andata     | Ritorno    |
| ---------------------- | ----------- | ----------------- | ---------- | ---------- |
|                        |             |                   | 06.11.2019 | 27.11.2019 |
| Jedinstvo Bijelo Polje | 0 – 8       | Budućnost         | 0 – 1      | 0 – 7      |
|                        |             |                   | 27.11.2019 | 15.12.2019 |
| Zeta                   | 0 – 1       | Sutjeska          | 0 – 0      | 0 – 1      |
| OFK Titograd           | 0 – 2       | Petrovac          | 0 – 0      | 0 – 2      |
| Podgorica              | 1 – 1 (gfc) | Iskra Danilovgrad | 0 – 0      | 1 – 1      |